# Elena Roger
Pour les articles homonymes, voir Roger.
Elena Roger, née le 27 octobre 1974 à Buenos Aires, est une actrice et chanteuse argentine. Elle est connue internationalement pour avoir joué le rôle d'Eva Perón dans la comédie musicale Evita lors de la reprise de l'œuvre par son auteur Andrew Lloyd Webber à Londres en 2006 et en 2012 à New York. Elle emporte, en 2009, l'Olivier Award de la meilleure actrice dans une comédie musicale pour son interprétation principale de Piaf (une pièce basée sur la vie de la chanteuse française Édith Piaf).

## Biographie
Son père est vendeur de caoutchouc et sa mère femme au foyer, elle est la plus jeune de trois enfants et grandit à Buenos Aires. Elle étudie la danse dès l'âge de 8 ans et le chant à partir de 12 ans.
Elena Roger commence sa carrière à Buenos Aires. En 1997, elle est nommée pour le prix Trinidad Guevara en tant que meilleure espoir féminin pour sa prestation dans Yo Que Tu Me Enamoraba. Elle apparaît dans de grandes productions comme La Belle et la Bête, Un violon sur le toit ou Les Misérables dans le rôle de Fantine. Lors de la saison 2002-2003, elle est nommée pour le prix ACE de la meilleure actrice dans une comédie musicale pour son rôle dans Jazz, Swing, Tap. La saison suivante, elle joue dans la comédie Mina... che cosa sei ?, qu'elle a coécrit avec la réalisatrice de la série, Valeria Ambrosio, en hommage à la chanteuse italienne Mina. Roger remporte le prix ACE de la meilleure actrice dans une comédie musicale pour cette performance. Elle apparaît dans plusieurs programmes de télévision argentins, notamment Hombres de Honor (en), Pensionados et El sodero de mi vida (es). Elle fait brièvement une tournée en Europe avec Tango por Dos.
Alors qu'il fait des recherches à Buenos Aires pour la reprise d’Evita pour le West End Theatre en 2006, un employé du Really Useful Group (en), la compagnie d'Andrew Lloyd Webber, voit Roger jouer et lui présente le rôle-titre. Après plusieurs séries d'auditions, Roger est choisie pour incarner Eva Perón.
Roger est nommée pour le Laurence Olivier Award 2007 de la meilleure actrice dans une comédie musicale pour sa performance à l'Adelphi Theatre, mais perd au profit de Jenna Russell (en) pour sa performance dans Sunday in the Park with George. Roger apparaît ensuite  sur la scène londonienne dans le rôle de Gabriella dans la production de Boeing Boeing, mise en scène par Matthew Warchus au Comedy Theatre (en). En 2008, Roger joue le rôle titre dans la production de Piaf, comédie écrite par Pam Gems (en), au Donmar Warehouse. Le spectacle est transféré au plus grand Vaudeville Theatre (en). Roger remporte le Laurence Olivier Award 2009 de la meilleure actrice dans une comédie musicale. Elle part ensuite en tournée internationale avec Piaf, dont une série à Buenos Aires dans une production d'Adrián Suar (en) et Fernando Blanco. Avant son départ pour Madrid pour jouer à nouveau Piaf, Elena Roger donne un concert le 12 mars au Teatro Gran Rex (en) de Buenos Aires, devant une salle pleine. Le concert s'intitule Hasta pronto Argentina!. Lors de ce concert, l'artiste interprète les chansons de son album Vientos del Sur, en y ajoutant d'autres chansons argentines, et interprète les grandes chansons des comédies musicales qu'elle a interprétées, comme Don't Cry for Me Argentina d’Evita, ainsi que Parole Parole en duo avec Diego Reinhold (es), Mi sei scoppiato interior il cuore et Io vivrò senza te de la comédie Mina...checosa sei ; à la fin, elle chante les chansons d'Edith Piaf l’Hymne à l'amour en espagnol et Non, je ne regrette rien. Piaf a une brève saison à Madrid entre avril et juillet. Du 10 septembre au 21 novembre 2010, Roger joue le rôle de Fosca dans une reprise de la comédie musicale Passion de Stephen Sondheim et James Lapine pour un engagement limité au Donmar Warehouse. En 2011, Roger est nommée pour la troisième fois au Laurence Olivier Award de la meilleure actrice dans une comédie musicale pour sa prestation dans ce rôle.
Fort de son accueil à Londres, Roger reprend le rôle d'Eva Perón dans une nouvelle reprise d’Evita à Broadway avec des avant-premières en mars 2012 et une soirée d'ouverture en avril au Marquis Theatre. La production, basée sur la reprise du West End de 2006, est de nouveau dirigée par Michael Grandage et chorégraphiée par Rob Ashford (en). Il met également en vedette Ricky Martin dans le rôle du Che et le vétéran de Broadway Michael Cerveris dans le rôle de Juan Perón.
En mai et juin 2013, elle est marraine de l'événement "Iguazú in Concert", organisé chaque année dans la ville de Puerto Iguazú, au cours duquel elle revisite sa carrière en interprétant des chansons d’Evita, Les Misérables et Piaf notamment, accompagnée d'un chœur composé de sept cents enfants et adolescents du monde entier.
En 2015, un an après la mort de Gustavo Cerati, elle participe à ce qui deviendra le spectacle La alfombra mágica de Cerati - Travesías orquestales avec plusieurs autres artistes argentins pour lui rendre hommage. Elle participe avec la chanson Vivo, de l'album Siempre es hoy.
À l'été 2023, elle redonne Piaf à Buenos Aires à deux reprises.

## Vie privée
Depuis 2009, elle est en couple avec l'acteur argentin Mariano Torre, avec qui elle a une fille, Bahía, née en 2013, et un fils, Risco, né en 2018.

## Filmographie
Cinéma
- 2011 : Un amor
- 2012 : Otro corazón
- 2013 : La vida anterior (es)
- 2013 : Le Médecin de famille
- 2014 : Amapola (en)
- 2017 : Nobody's Watching
- 2019 : Lejos de Pekin (es)
- 2022 : El paraíso (en)

Télévision
- 2005 : Hombres de honor (en) (série télévisée, 68 épisodes)
- Depuis 2021 : Allegra (série télévisée, 17 épisodes)

## Discographie
- 2004 : Mina...Che Cosa Sei?!?
- 2006 : Evita (2006 London Revival Cast) - Really Useful Records
- 2007 : En Concierto: Recorriendo El Rock Nacional
- 2009 : Vientos Del Sur - Distribuidora Belgrano Norte
- 2012 : Evita (2012 New Broadway Cast) - Sony Music
- 2014 : Tiempo Mariposa - Distribuidora Belgrano Norte
- 2016 : 3001 - Proyecto Piazzolla - Elena Roger & Escalandrum